# Corne de Sorebois
Die Corne de Sorebois ist ein Berg westlich des Ferienorts Zinal im Kanton Wallis, Schweiz mit einer Höhe von 2895 m ü. M. und liegt nördlich des Garde de Bordon. Die beiden Berge trennen das Val d’Anniviers in die Täler Val de Moiry mit dem Ferienort Grimentz und Val de Zinal mit dem Ferienort Zinal auf. Im westlichen Zweig liegt der Stausee Lac de Moiry.
Von Zinal führt seit 1967 eine Luftseilbahn auf die 2438 m ü. M. gelegene Bergstation Sorebois. Die Kabinen wurden im Jahr 2007 erneuert. Die Bahn erschliesst das Skigebiet von Zinal, welches 70 km Pisten umfasst. Die Hauptpisten werden künstlich beschneit. Nebst der Luftseilbahn stehen zwei Sessellifte und 5 Skilifte den Skifahrern zur Verfügung. Im Spätherbst 2013 wurde eine Luftseilbahn von Grimentz nach La Vouarda eröffnet, womit die beiden Skigebiete von Grimentz und Zinal miteinander verbunden wurden. So entstand eine Skiarena mit 120 km Pistenlänge, 2 Luftseilbahnen, 1 Gondelbahn, 5 Sesselliften und 11 Skiliften. Das Skigebiet Grimentz-Zinal gehört damit zu den 10 grössten Skigebieten im Kanton Wallis. Im Sommer 2020 war die Bahn von Zinal nicht in Betrieb, da sie erneuert und von Sorebois (ab Winter 2020/21 Zwischenstation) nach La Vouarda verlängert wurde.

## Lage
| \| \| |
|       |

Lage der Corne de Sorebois in den Walliser Alpen (links)
und in den Alpen (rechts).

Über den südlichen Bergkamm führt etwas oberhalb des Col de Sorebois die 24. Etappe der nationalen Route Nr. 6 Alpenpässe-Weg von SchweizMobil entlang und zwar vom Turtmanntal her über den Meidpass und Zinal kommend, zum Lac de Moiry und weiter über den Col de Torrent ins Val d’Hérens.

## Bilder

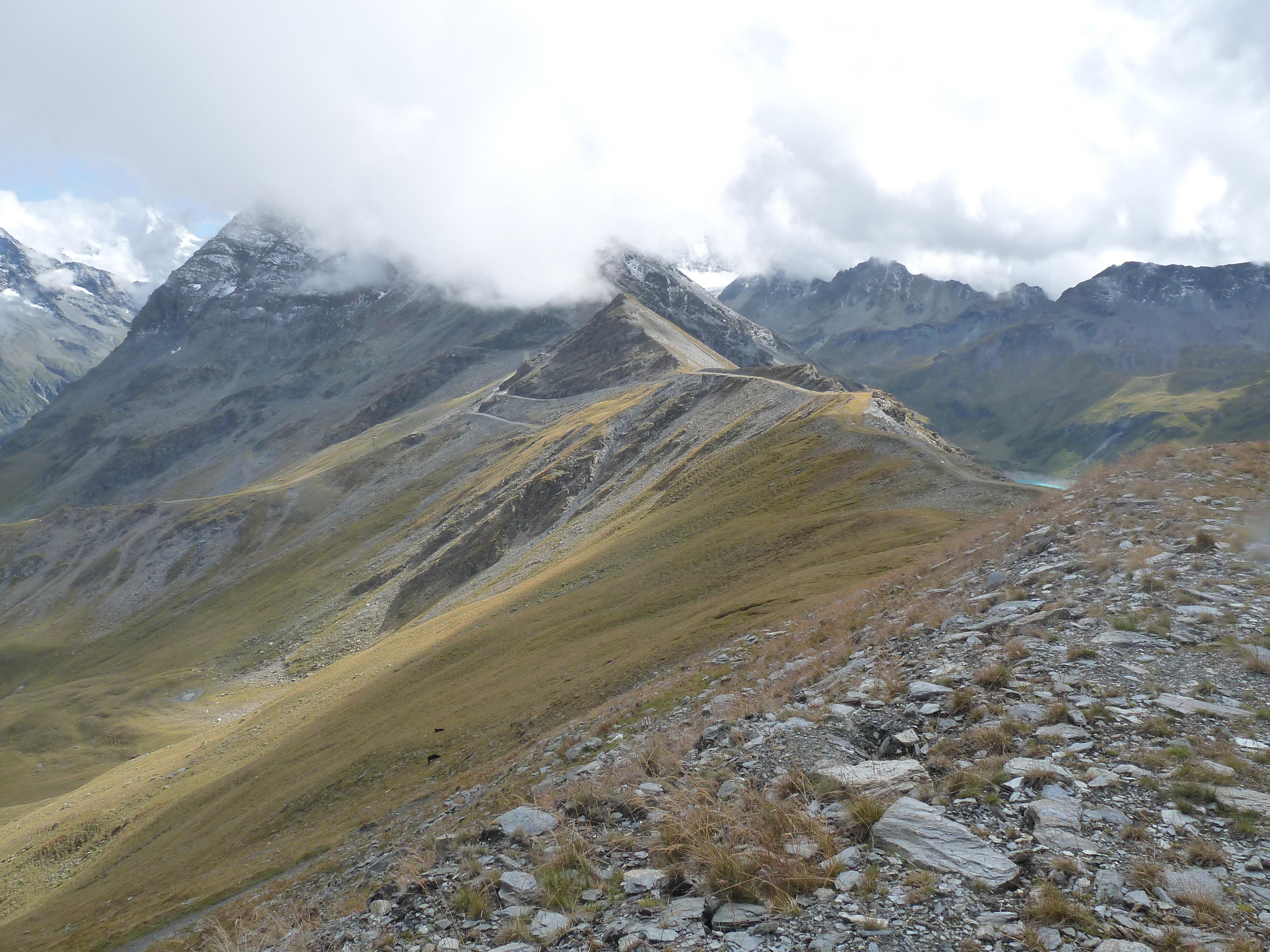
Blick zum Col de Sorebois.
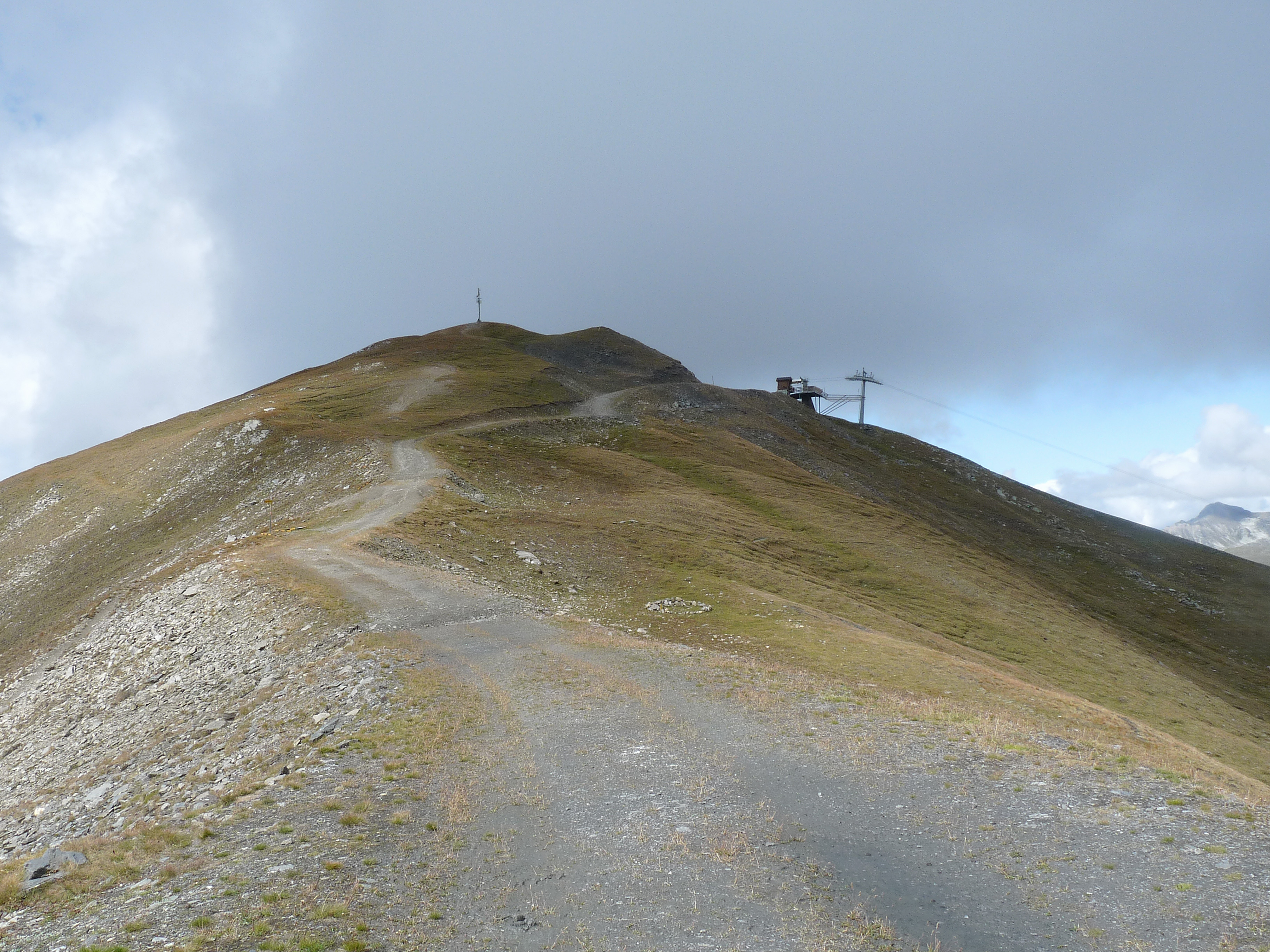
Gipfel mit Bergstation der Sesselbahn
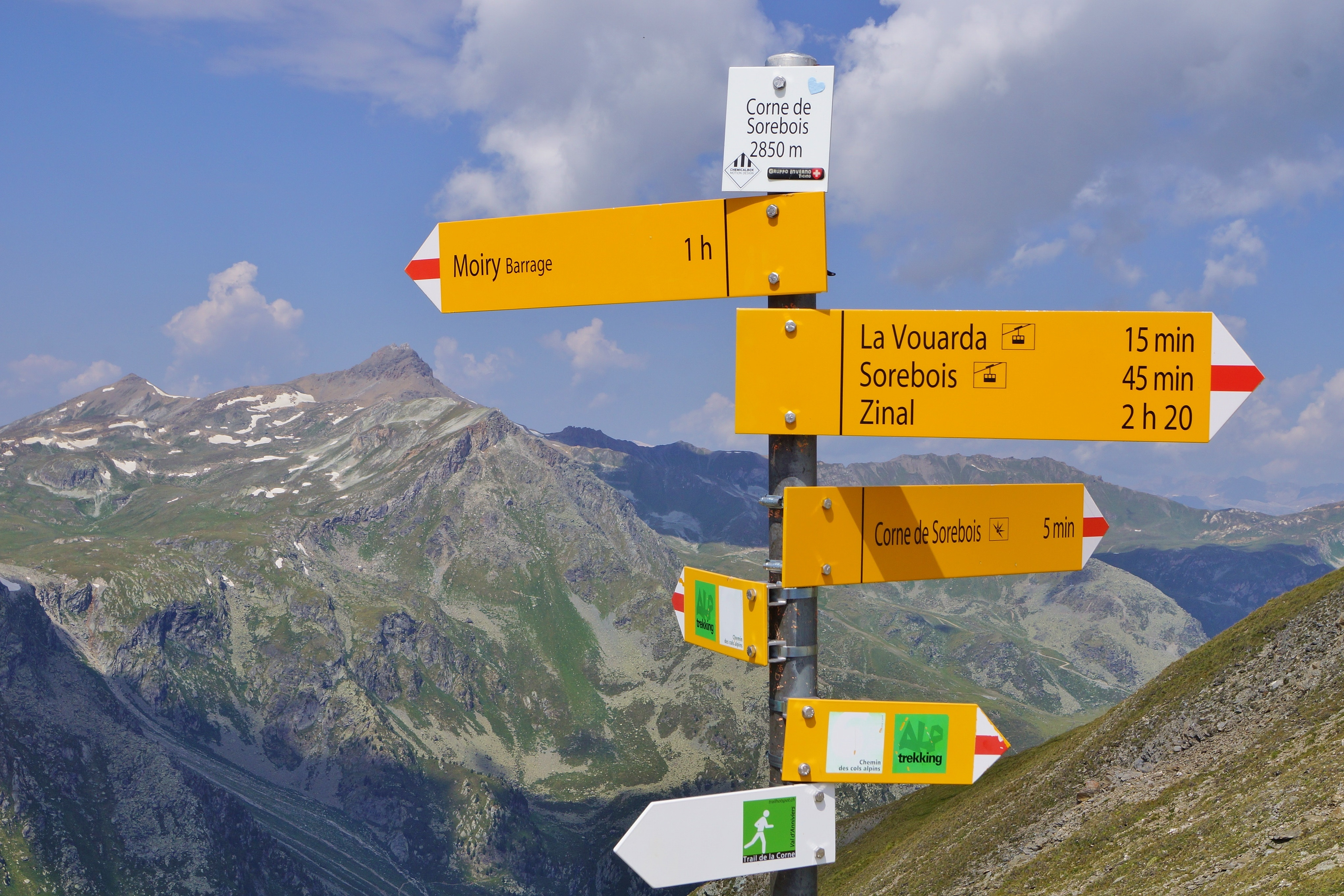
Wanderweg-Markierung südlich des Gipfels

## Nachweis
1. 1 2  SwissTopo (Karten der Schweiz)